# Haji Toshiaki
Toshiaki Haji (sinh ngày 28 tháng 8 năm 1978) là một cầu thủ bóng đá người Nhật Bản.

## Sự nghiệp câu lạc bộ
Toshiaki Haji đã từng chơi cho Cerezo Osaka, Sagawa Express Osaka, Montedio Yamagata, JEF United Ichihara, Kashiwa Reysol, Tokushima Vortis và Ventforet Kofu.